# Референдумы в Приднестровской Молдавской Республике
Начиная с 1989 года в Приднестровье состоялось 7 всенародных референдумов.
1. Референдум об образовании Приднестровской Молдавской Советской Социалистической Республики (ПМССР) проходил с декабря 1989 года по ноябрь 1990 года. В нём приняли участие 79 % жителей. Из них «за» образование Приднестровской Молдавской Советской Социалистической Республики высказались 95,8 % голосовавших.
2. 17 марта 1991 года прошёл референдум о сохранении СССР.
3. 1 декабря 1991 года состоялся первый референдум о независимости Приднестровской Молдавской Республики. В голосовании приняло участие 78 % избирателей, «за» проголосовали 97,7 % участников референдума.
4. 26 марта 1995 года прошёл референдум по вопросу нахождения на территории Приднестровья 14-й российской армии. Более 90 % проголосовавших высказалось «за» пребывание российских войск в ПМР.
5. 24 декабря 1995 года состоялся референдум о принятии новой Конституции ПМР («за» — 81,8 % участников) и вступления Приднестровья в состав СНГ («за» — 90,6 % участников).
6. 6 апреля 2003 года прошёл конституционный референдум по вопросу о введении частной собственности на землю, который был признан несостоявшимся, так как в нём приняли участие менее 50 % избирателей.
7. 17 сентября 2006 года прошёл второй референдум о независимости ПМР с последующим её вхождением в состав Российской Федерации. На нём жителям ПМР предстояло ответить на два вопроса:
  - Поддерживаете ли Вы курс на независимость Приднестровской Молдавской Республики и последующее свободное присоединение Приднестровья к Российской Федерации? (97,1 % — «за»)
  - Считаете ли Вы возможным отказ от независимости Приднестровской Молдавской Республики с последующим вхождением в состав Республики Молдова? (94,6 % — «против»)